# Birdsongs of the Mesozoic
Birdsongs of the Mesozoic is een Amerikaanse band, die ontstaan is in de jaren 70. Thuishavens van de band zijn Boston en  Cambridge (Massachusetts).
Roger Miller en Erik Lindgren kennen elkaar uit de band Moving Parts, die uit elkaar viel. Roger Miller ging verder met Mission of Burma, een art-punk-band, maar schakelde in mei 1980 Lindgren weer in voor opnamen. Bij concerten werden ook  Martin Swope en Rick Scott, de laatste uit Ann Arbor ingeschakeld. 
De groepsnaam is ontleend aan een elpee met vogelgeluiden (Birdsongs of America) die Swope had. En 'Mesozoic": Miller was in die tijd hevig geïnteresseerd in dinosauriërs. Birdsongs ging vanaf haar geboorte haar eigen weg binnen de popmuziek. Ze combineerde punk met symfonische rock en jazzrock, waar de eerste twee genoemde genres grotendeels tegenstrijdig met elkaar zijn. Punk is kort en fel, symfonische rock is vaak relatief langere tracks en gemoedelijkheid.
De eerste opnamen vonden plaats voor een klein Amerikaans platenlabel Ace of Hearts, waar Miller werkte. Ze laten een band horen tussen punk, new wave en elektronische muziek uit die tijd, met name herkenbaar aan de keyboardinstrumenten. Na een aantal muziekalbums stapte de band over naar Cuneiform Records, een label dat gespecialiseerd is in muziek die niet in een hokje te plaatsen is. In 1988 werd saxofonist Ken Field lid van de groep. 
In 2008 wordt Dawn of the Cycads afgeleverd; het bevat alle opnamen uit hun begintijd.  

## Discografie
- 1983: Birdsongs of the Mesozoic
- 1984: Magnetic Flip
- 1986: Beat of the Mesozoic
- 1987: Between fires
- 1988: Sonic Geology (Rykodisc)
- 1989: Faultline (Cuneiform)
- 1992: Pyroplastics
- 1993: The Fossil Record 1980-1987
- 1995: Dancing on A’A
- 2000: Petrophonics
- 2003: The Iridium Controversy (met hoes van Roger Dean)
- 2004: Live Birds
- 2006: 1001 Real Apes
- 2006: Extreme Spirituals
- 2008: Dawn of the Cycads (verzamelaar met eerste vier albums)